# 石川裕一
石川 裕一（いしかわ ゆういち、1990年10月3日 - ）は、日本のバスケットボール指導者、選手である。選手としてのポジションはガード、フォワード。選手から引退した2016年時の身長は185cm、体重83kgだった。現役引退後、山形、香川のアシスタントコーチを務めた後、2021-22シーズンから2シーズン、香川のヘッドコーチを務めた。2023-24シーズンよりパスラボ山形ワイヴァンズのヘッドコーチを務めている。

## 来歴
福岡県出身。福岡第一高等学校では2008年のインターハイ、2008年と2009年のウィンターカップでそれぞれ準優勝した。2009年4月に白鷗大学に入学し、2012年度には関東大学バスケットボール連盟の2部リーグで優勝し、1部に昇格した。
2013年に大学を卒業し、リンク栃木ブレックスを運営するリンクスポーツエンターテインメントと選手契約を結び、育成組織のTGI D-RISEに入団する。
TGIが運営権を山形県のパスラボ社に譲りパスラボ山形ワイヴァンズが発足すると、石川も山形に移籍した。

### 選手引退後
2016-17シーズン開幕直後の2016年10月に選手を引退して山形のアシスタントコーチに転身し、2018-19シーズンまで務めた。
2019年8月、香川ファイブアローズのアシスタントコーチに就任。肩書はアシスタントコーチであるが、練習や試合の指揮は石川が行い、実質的にヘッドコーチの役割を担った。急な就任だったが、開幕10試合を7勝3敗で乗り切り、11月に新ヘッドコーチのポール・ヘナレに指揮を引き継いだ。チームはBリーグ発足後最高の成績を残した。
2020-21シーズンも香川でトップアシスタントコーチを務めたのち、2021-22シーズンはヘナレの後任のヘッドコーチに就任した。2021-22シーズンは、香川にとって初のB2西地区優勝とプレーオフセミファイナル進出を達成した。2022-23シーズンは西地区最下位に低迷し、シーズン終了後退任した。
2023-24シーズンよりかつて選手ならびにアシスタントコーチとして所属していた山形のヘッドコーチに就任。